# Herman Kauffman
Herman Kauffman var en svensk guldsmed i Stockholm under 1600-talet.
Herman Kaufman blev mästare 1645. Tillsammans med Albrekt Lockert förgyllde han 1646 korset på Storkyrkans torn. 1651 gjorde han en silverservis åt drottning Kristina och 1654 arbetade han på Karl X Gustavs släde och silveraltaret i Storkyrkan. Han sägs vara död i maj 1670. En mängd silversmeder hann vara gesäller i hans verkstad. Bland hans arbeten märks en ljuskrona i Uppsala domkyrka utförd 1648, den äldre lantmarskalksstaven från 1650 på Riddarhuset, en kalk från 1654 i Husby-Ärlinghundra kyrka, en oblatask för Veckholms kyrka, en vinkanna för Ängsö kyrka, en dopskål för Enångers kyrka och en kanna i rustkammaren i Moskva.